# Slottsskogsvallen

Slottsskogsvallen år 1923.

Slottsskogsvallen, även Slottsskogsvallens idrottscentrum är en fotbolls- och friidrottsanläggning i stadsdelen Slottsskogen i sydvästra Göteborg.

## Historia

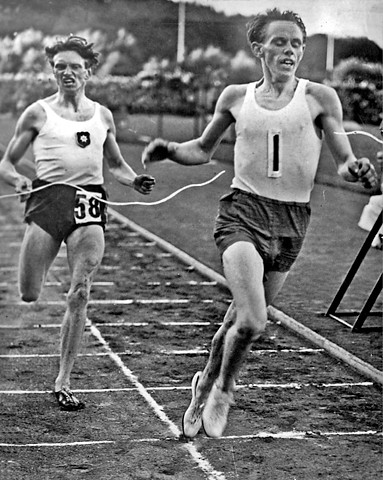
Gunder Hägg (t.h.) sätter nytt världsrekord på distansen en engelsk mil på Slottsskogsvallen den 1 juli 1942. Den nya världsrekordtiden är 4.06,2. Till vänster i bild syns tvåan Arne Andersson.

Margretebergsfältet - efter hustrun till segelsömmare Carl Mortonsson, Margareta, som var innehavare av området "vid en bergsluttning" (1816) - togs upp som ett centralt lek- och idrottsfält genom beslut av Göteborgs stadsfullmäktige den 1 juni 1911. Det var Föreningen för Göteborgs förskönande som var initiativtagare till lek- och idrottsfältets utbyggande i samband med 1912 års utdelning ur Lindbergska fonden, i syfte att anläggningen även skulle kunna användas för folkfester, såsom exempelvis valborgsmässofirande och Barnens Dag. Den Lindbergska fonden avsatte 15 000 kronor för "Anordningar för lekar och idrott på den så kallade Margretebergsängen", vilket senare överfördes till "Slottsskogsvallens konstnärliga gestaltande". Stadsfullmäktiges biföll i mars 1914 en motion från Sällskapet för friluftslekar, Henrik Almstrand och Herman Kunze, och anslog 22 000 kronor till avlopps- och dräneringsledningar samt iordningställande av markytan. Vid 1915 års utdelning ur den Lindbergska fonden - med 74 000 kronor - framfördes ett förslag från professorn vid kungliga tekniska högskolan Lars Israel Wahlman, som gjorts upp enligt de principer som Föreningen för Göteborgs förskönande angivit. 
Den första byggfasen avsåg endast uppkastande av vallar och själva planens utläggande som en gräsbevuxen oval. Den fortsatta utbyggnaden till en stadion beräknades vid denna tidpunkt till cirka 650 000 kronor. Gatu- och vägförvaltningen var entreprenör och finansieringen svarade dels Göteborgs stad för med 93 000 kronor, dels de Lindbergska och Renströmska fonderna. År 1918 tillförde Lindbergska fonden ytterligare 13 000 kronor och till plaskdammen norr om vallen, 14 000 kronor år 1924. 
Först i samband med planerna på det stora internationella idrottsevenemanget "Sveriges idrottsspel i Göteborg" i anslutning till Jubileumsutställningen i Göteborg 1923, togs frågan om färdigställande av Slottsskogsvallen upp. Det ansågs vara en absolut förutsättning för idrottsspelen. För att särskilt fotbollsfältet skulle hinna bli klart, lämnade den Lindbergska kommittén på våren 1918 ett förslag till iordningställande. Detta antogs av stadsfullmäktige i april samma år samt beslöts att 87 000 kronor skulle anslås för ändamålet. Därmed togs det första steget till stadions förverkligande. Stadsfullmäktige tillsatte samtidigt en beredning för utarbetande av förslag till anläggningens slutförande. Vatten- och avloppsledningar bekostades ur stadskassan i juli 1920 med 54 000 kronor.
I samband med Jubileumsutställningen 1923 stod Slottsskogsvallen klar, efter ritningar av Wahlman. Anläggningen utformades i en lätt och elegant 20-talsklassicism, vilket också präglade utställningens övriga byggnader. Byggnadsmaterialet var huvudsakligen trä. 
En triangelformad förplats anlades mot norr, med trädrader och en damm som ramar in entréområdet. Naturstensmurar omgav den ovala idrottsplatsen. Läktare under tak uppfördes i väster och söder, och åttkantiga paviljonger placerades runt planen. Flacka, papptäckta tak med slät stående panel utmärkte byggnaderna. Särskilt omsorgsfullt utformad blev paviljongen för press och tävlingsledning, som uppfördes i tre plan med balkonger och stora spröjsade glaspartier. Åskådare och musik fick hålla till i de övriga paviljongerna.
Slottsskogsvallen invigdes den 12 maj 1923 av dåvarande kronprins Gustaf Adolf  som en del av Jubileumsutställningen i Göteborg. Här hölls de andra Internationella kvinnospelen 1926 och här satte den svenske löparen Gunder Hägg världsrekordet på en engelsk mil den 1 juli 1942, vilket inledde hans fantastiska svit av världsrekord.
Slottsskogsvallen var 1950–1957 hemmabana för speedwaylaget Kaparna. De hade en längre tid försökt få tillstånd att få nyttja banan men fått nej. 1950 fick så Slottsskogsvallen en ny intendent vid namn Hilding “HP” Persson som skulle visa sig vara mycket positivt inställd till motorsport och tillät motororganisationen GEMA, som bestod av flertalet göteborgska motorklubbar, att få arrangera motortävlingar. Tävlingarna drog mycket folk och besöktes av 8 000–12 000 personer. Vid SM 1956 sattes publikrekord för en speedwaytävling på Slottsskogsvallen, då 14 770 personer trängdes för att se Ove Fundin vinna SM det året. Arenan var så överfull så att många krävde pengarna tillbaka på grund av skymd sikt.
Den södra läktaren samt två anslutande paviljonger, brann ner 1968. Den 30 oktober 1969 anslogs 5 290 000 kronor för återuppbyggandet. Istället uppfördes här en modernare läktare samt nya lokaler bakom.
Slottsskogsvallen användes första gången som konsertarena den 6 augusti 2003 då Per Gessle uppträdde för en publik på 22 000 personer. 2007 uppträdde Per Gessle på Slottsskogsvallen igen, men då för 12 000 personer. I juli 2008 uppträdde Kent och Lars Winnerbäck här.
Arenan används i dag främst för tävlingar i friidrott men var fram till oktober 2006 vidare hemmaplan för Kopparbergs/Göteborg FC i Damallsvenskan i fotboll (denna klubb har sedan flyttat till Valhalla IP. Den används även för långloppen Göteborgsvarvet och Göteborg Marathon och för en årlig friidrottsgala.
Skalden och skaparen av den svenska gymnastiken, Pehr Henrik Ling står staty vid Slottsskogsvallen, utförd av skulptören Hans Michelsen.
År 1965 tillkom curling- och konståkningshallen över Slottsskogsvallens tennisbana. Den anknöts till vallens förstärkta isbanemaskineri.

## Slottsskogsvallens idrottscentrum
Inom anläggningen finns bastu, boulebana, fysisk aktivitet på recept, friidrottsarena, gruppträning, aktivitetspass, gym, juniorträning och motionsspår.